# Хуан Мануель Рамос
Хуан Мануель Рамос Пінтос (ісп. Juan Manuel Ramos Pintos, нар. 1 вересня 1996, Монтевідео, Уругвай) — уругвайський футболіст, лівофланговий лівий захисник клубу «Пеньяроль».

## Ігрова кар'єра
Хуан Мануель Рамос Пінтос народився в Монтевідео і грати у футбол почав у місцевому клубі «Монтевідео Вондерерз». Але у 2014 році він перебрався на європейський континент, де приєднався до італійського клубу «Катанія». Але за два сезони футболіст провів в команді лише одну гру, тому у 2016 році він змінив клуб і перейшов до клубу Серії С — «Казертана». У листопаді того року Рамос забив перший гол у складі «Казертани».
Влітку 2017 року Хуан Мануель підписав трирічний контракт з клубом Серії А «Пармою». Але стати гравцем основи уругвайському захиснику так і не вдалося і наступні два сезони він провів в оренді у клубах з нижчих ліг — «Козенца» і «Трапані».
А у липні 2019 року Рамос уклав угоду з клубом Серії В «Спецією». З якою вже в першому сезоні виборов право на підвищення до Серії А.
Проте на рівні елітного італійського дивізіону виходив на поле лише епізодично і, провівши за сезон 2020/21 лише шість ігор в італійській першості, у серпні 2021 року повернувся на батьківщину, де на правах вільного агента приєднався до «Пеньяроля»

## Особисте життя
21 березня 2021 року Хуан Рамос отримав позитивний результат тесту на COVID-19.

## Досягнення
- Чемпіон Уругваю (1):

«Пеньяроль»: 2021
- Володар Суперкубка Уругваю (1):

«Пеньяроль»: 2022